# (73041) 2002 ES94
(73041) 2002 ES94 – planetoida z pasa głównego asteroid okrążająca Słońce w ciągu 3,75 lat w średniej odległości 2,41 j.a. Odkryta 14 marca 2002 roku.